# Pablo Molinero
Pour les articles homonymes, voir Molinero.
Pablo Molinero, né à Castelló de la Plana en 1977, est un acteur espagnol.

## Biographie
Pablo Molinaro est étudiant à l'université Jaume I, où il se spécialise en anglistique, la spécialisation universitaire de la langue anglaise. Il crée une troupe de théâtre à l'université, nommée La Casual.
Il rejoint plus tard la ville de Barcelone pour poursuivre des études de danse et théâtre, notamment le théâtre de rue. Il rejoint à cette occasion les troupes des Visitants, puis, plus tard, des Comediants et de la La Fura dels Baus.
En 2003, Pablo Molinaro fonde, avec David Climent et Pilar López, la troupe de théâtre des Los Corderos.
Il devient célèbre grâce à son rôle de Mateu, dans la série La peste, d'Alberto Rodríguez Librero.
En 2024, il joue le rôle de Florencio Pla Meseguer, guerillero républicain espagnol, dans le film L'Aiguat de Marc Ortiz.

## Cinéma
- 2003 : ...De colores, de Rafa Montesinos : Víctor
- 2005 : Aquitania, de Rafa Montesinos : León
- 2011 : Terrados, de Demian Sabini : Pablo
- 2013 : Enxaneta, d'Alfonso Amador : Cristobal
- 2017 : El somni s'ha acabat de Pau Martínez
- 2020 : L'estiu que vivim de Carlos Sedes
- 2020 : L'ofrena de Ventura Durall
- 2020 : La mort de Guillem de Carlos Marqués-Marcet : Guillem Agulló[6]
- 2025 : L'Aiguat de Marc Ortiz : Florencio Pla Meseguer[5] (sortie internationale programmée en 2025[7])

### Théâtre
- 2020 : La banda del fin del mundo, de la troupe des Los Corderos
- 2014 : L'homme invisible : metteur en scène. Monologue d'après les poèmes de Fernando Pessoa et d'Oliverio Girondo

### Télévision
- 2006 : Negocis de família de Jaume Bayarri sur Canal 9
- 2018-2019 La peste, d'Alberto Rodríguez Librero sur Movistar+ : Mateu

## Récompenses
- 2018: Prix Un futur de cine[8], décerné par le Festival Cinema Jove de València[9]